# Crockett (Virginia Occidental)
Crockett es un área no incorporada ubicada dentro del Distrito Unión, una división civil menor del condado de Wayne (Virginia Occidental), Estados Unidos. Está catalogada como un asentamiento humano por la Junta de Nombres Geográficos de los Estados Unidos.

## Identificador
El número de identificación asignado por el Sistema de Información de Nombres Geográficos es 1554225.

## Geografía
Se encuentra a una altitud de 198 metros sobre el nivel del mar (650 pies) según el conjunto de datos de elevación nacional.